# Abdessamad Mohammed
Abdessamad Mohammed (10 dicembre 1990) è un giocatore di calcio a 5 francese.

## Carriera
Con la Nazionale di calcio a 5 della Francia ha disputato la Coppa del Mondo 2024.